# Pierre Gassier
Pierre Gassier (geb. 1. September 1915 in Étampes; gest. 28. Mai 2000 in Marbella) war ein französischer Kunstkritiker und Kunsthistoriker. Das Hauptthema seiner Forschungen und Veröffentlichungen war der spanische Maler Francisco de Goya  (1746–1828), zu dem er der führende Spezialist war.
1970 veröffentlichte er zusammen mit Juliet Wilson-Bareau einen Katalog von Goyas Werken mit dem Titel Vie et œuvre de Francisco Goya (dt. Übers. Francisco Goya, Leben und Werk). Er gilt als der beste und vollständigste Katalog von Goyas Werken.

## Publikationen (Auswahl)
- (mit Juliet Wilson-Bareau) Vie et œuvre de Francisco Goya. 1970
  - Francisco Goya, Leben und Werk. Fribourg: Office du Livre, 1971 (Inhaltsverzeichnis)
    - Pierre Gassier; Juliet Wilson; François Lachenal: Goya. Leben und Werk. Evergreen / Taschen, 1994, ISBN 978-3-8228-9125-4
- Goya. Die großen Meister der Malerei. Ullstein 1980 (2 Bände)
- Goya . A Witness of His Times, 1983
- Leopold Robert (Monographie), 1983
- Toulouse Lautrec, au Musée d'Albi et dans les collections Suisse, 1987
- Goya, 1989.
- De Goya à Matisse: Estampes de la collection Jacques Doucet, 1992.
- Francisco Goya, die Zeichnungen. Berlin: Propyläen, 1975
- Francisco Goya, die Skizzenbücher. Berlin: Propyläen-Verlag, 1973
- Les dessins de Goya. Fribourg. Office du Livre. 1973–1975, 2 Bände (Band I: Les Albums. Préface de Xavier de Salas. - Band 2: Dessins pour Peintures. Dessins pour les cartons de tapisserie. Dessins pour Gravures. Dessins pour les gravures d'après Vélasquez. Dessins pour les Caprices. Portraits d'artistes espagnols pour le Dictionnaire de Ceán Bermúdez. Dessins pour les Désastres de la Guerre. Dessins pour la Tauromachie. Dessins pour les Disparates. Le Miroir Magique. Dessins d'après Flaxman. Les Portraits de famille. Dessins divers. - Avec une bibliographie.)